# 長谷川貴彦
長谷川 貴彦（はせがわ たかひこ、1963年 - ）は、日本の西洋史学者。専門はイギリス近現代史。北海道大学教授。

## 来歴
1963年（昭和38年）生まれ。1989年（平成元年）東京大学経済学部経済学科卒業、1996年（平成8年）東京大学大学院人文社会系研究科西洋史学博士課程満期退学、同年、北海道大学文学部助教授、2007年（平成19年）文学研究科准教授、2013年（平成25年）教授。
2000年（平成12年）「アソシエーションの生成 : 近代イギリスにおけるヴォランタリズムの社会的起源をめぐって」で東京大学より博士（文学）の学位を取得。

## 著作

### 論文
- <長谷川貴彦 - CiNii

### 単著
- 『産業革命』山川出版社〈世界史リブレット〉、2012年
- 『イギリス福祉国家の歴史的源流 : 近世・近代転換期の中間団体』東京大学出版会、2014年
- 『現代歴史学への展望 : 言語論的転回を超えて』岩波書店、2016年
- 『イギリス現代史』岩波書店〈岩波新書〉、2017年

### 編著
- 『歴史を射つ : 言語論的転回・文化史・パブリックヒストリー・ナショナルヒストリー』岡本充弘, 鹿島徹, 渡辺賢一郎と共編、御茶の水書房、2015年
- 『〈世界史〉をいかに語るか : グローバル時代の歴史像』成田龍一と共編、岩波書店、2020年
- 『エゴ・ドキュメントの歴史学』岩波書店、2020年
- 『「生きること」の問い方 : 歴史の現場から』大門正克と共編、日本経済評論社、2022年
- 『サッチャリズム前夜の「民衆的個人主義」 : 福祉国家と新自由主義のはざまで』岩波書店、2025年

### 共著
- 『イギリス文化史』井野瀬久美恵 編、昭和堂、2010年
- 『近代ヨーロッパの探究15 : 福祉』高田実・中野智世 編、ミネルヴァ書房、2012年
- 『歴史として、記憶として : 社会運動史』北原敦・喜安明・谷川稔・岡本充弘 編、御茶の水書房、2013年
- 『歴史学のアクチュアリティ』歴史学研究会 編、東京大学出版会、2013年
- 『国家と市民社会の構造転換 : 学際的アプローチ』角松生史・小田中直樹・山本顕治 編、日本評論社、2016年
- 『現代歴史学の成果と課題 第三巻』歴史学研究会 編、績文堂、2017年
- 『歴史書の愉悦』藤原辰史 編、ナカニシヤ出版、2019年
- 『歴史学の縁取り方 : フレームワークの史学史』恒木健太郎・左近幸村 編、東京大学出版会、2020年
- 『岩波講座世界歴史 第1巻 : 世界史とは何か』小川幸司 編、岩波書店、2021年
- 『縮小社会における法的空間』角松生史・小田中直樹・山本顕治・窪田亜矢 編、日本評論社、2022年
- Western Historiography in Asia Circulation, Critique and   Comparison, edited by Q. Edward Wang, Okamoto Michihiro, Li Longguo, Leiden : De Gruyter Oldenbourg, 2022年
- 『世界史の考え方』成田龍一・小川幸司 編、岩波書店〈岩波新書〉、2022年
- 『「歴史総合」をつむぐ』歴史学研究会 編、東京大学出版会、2022年

### 翻訳
- ピーター・バーク『文化史とは何か』法政大学出版局、2008年；増補改訂版 2010年；新版 2019年
- ギャレス・ステッドマン・ジョーンズ『階級という言語 : イングランド労働者階級の政治社会史1832-1982年』刀水書房〈人間科学叢書〉、2010年
- リン・ハント『グローバル時代の歴史学』岩波書店、 2016年
- ソニア・ローズ『ジェンダー史とは何か』兼子歩と共訳、法政大学出版局、2017年
- キャサリン・ホール、レオノア・ダヴィドフ『家族の命運 : イングランド中産階級の男と女 1780-1850』梅垣千尋・山口みどりと共訳、名古屋大学出版会、2019年
- リン・ハント『なぜ歴史を学ぶのか』岩波書店、2019年
- ロバート・アレン『産業革命　起源・歴史・現在』白水社、2024年